# Alexandre I da Bulgária
Alexandre I (Verona, 5 de abril de 1857 – Graz, 17 de novembro de 1893), nascido Alexandre de Battenberg, foi o primeiro Príncipe da Bulgária autônoma da era moderna de sua eleição em 1879 até sua abdicação em 1886.
Filho do príncipe Alexandre de Hesse (anteriormente elevado ao título de Príncipe de Battenberg aquando do seu casamento morganático) e sobrinho predilecto do czar Alexandre II da Rússia, Alexandre serviu, em 1877, nas forças russas durante a Guerra Russo-Turca (1877–1878), a qual resultou na autonomia da Bulgária. Em conformidade com as disposições do Congresso de Berlim (1878), Alexandre foi eleito príncipe constitucional do recém-autónomo Estado búlgaro em 29 de abril de 1879, tendo, contudo, de enfrentar uma forte interferência russa nos assuntos internos. Confrontado com o que considerava uma constituição liberal absurda, procurou enfraquecer os alicerces constitucionais do Estado, dissolvendo inicialmente a assembleia nacional em 1880 e, posteriormente, suspendendo a constituição e assumindo plenos poderes em 1881. Com o agravamento das suas relações com a Rússia após a ascensão de Alexandre III ao trono, acabou por restaurar a constituição em 1883 e aceitar um novo governo de coligação liberal-conservador com o objectivo de combater a influência russa.
Quando a anexação da Rumélia Oriental pela Bulgária em setembro de 1885 agravou ainda mais as relações russo-búlgaras, o czar decidiu-se a afastar o príncipe Alexandre do trono. Na Sérvia, verificou-se igualmente uma intensificação das tensões, que culminaram no desencadeamento de uma guerra em novembro de 1885. Alexandre liderou com êxito as tropas búlgaras contra os sérvios e, no final de novembro de 1885, havia já penetrado em território sérvio. Contudo, em março de 1886, sob pressão austríaca, foi forçado a aceitar um armistício e, através do Tratado de Bucareste, assinado em fevereiro de 1886, a Bulgária foi forçada a aceitar a condição territorial pré-guerra sem qualquer compensação financeira pelo ataque sérvio, ao passo que a unificação com a Rumélia Oriental foi confirmada. Por fim, um golpe levado a cabo por oficiais pró-russos em 21 de agosto de 1886 obrigou-o a abdicar, sendo conduzido sob forte escolta para fora do país. Regressou pouco depois com o intuito de recuperar a coroa, mas, não logrando obter o apoio da Rússia, abdicou formalmente em 7 de setembro de 1886. Mais tarde, assumiu o título de Conde de Hartenau e serviu como general no Exército Austríaco.

## Primeiros anos
Alexandre era o segundo filho do príncipe Alexandre de Hesse e Reno, nascido do casamento morganático deste com a condessa Júlia de Hauke. A condessa e os seus descendentes receberam, em 1858, o título de Príncipes de Battenberg (derivado de uma antiga residência dos Grão-Duques de Hesse), bem como o tratamento de Durchlaucht ("Sua Alteza Sereníssima"). O príncipe Alexandre era sobrinho do czar Alexandre II da Rússia, o qual havia desposado uma irmã do príncipe Alexandre de Hesse. A sua mãe, filha do general polaco Hans Moritz von Hauke, fora dama de companhia da czarina. Alexandre era conhecido na intimidade familiar, e por muitos dos seus biógrafos posteriores, pelos apelidos Sandro ou Drino.
O jovem Alexandre recebeu formação militar, servindo como subtenente no Regimento de Dragões da Guarda de Hesse. Aos 20 anos de idade, obteve autorização do imperador Alexandre II para ingressar no exército russo. Participou na Guerra Russo-Turca (1877–1878) como integrante do Regimento de Ulanos da Guarda Imperial. Destacou-se pela sua bravura durante a travessia do Danúbio por meio de uma ponte de pontões, tendo sido condecorado com a Cruz de Vladimir. Demonstrou dignidade e coragem durante a campanha do Destacamento da Vanguarda, comandado pelo tenente-general Iosif Gurko, rumo ao sul da Bulgária. Em 18 de julho de 1877, foi agraciado com a Cruz de São Jorge (4ª classe). Posteriormente, foi destacado como oficial de ligação junto do príncipe Carlos da Romênia, com quem manteve uma amizade duradoura até à morte deste.

## Príncipe da Bulgária

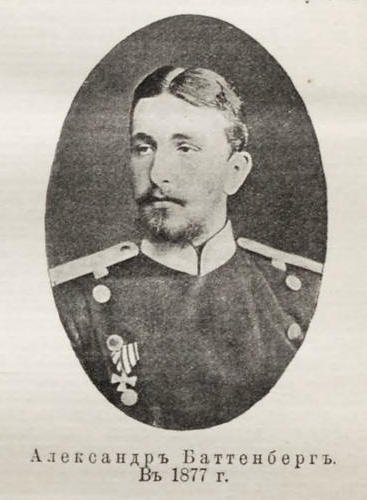
Alexandre em 1877.

Quando, pelo Congresso de Berlim (1878), a Bulgária se tornou um principado autónomo sob suserania do Império Otomano, o czar recomendou o seu sobrinho aos búlgaros como candidato ao recém-criado trono, e a Grande Assembleia Nacional elegeu unanimemente o príncipe Alexandre como Príncipe da Bulgária em 29 de abril de 1879. Na altura, Alexandre detinha uma patente de tenente na guarda pessoal prussiana em Potsdam. Antes de se dirigir à Bulgária, o príncipe Alexandre fez visitas ao czar em Livadia e às cortes das Grandes Potências. Após visitar a corte do sultão otomano, foi conduzido por um navio de guerra russo até Varna, onde prestou juramento à Constituição de Tarnovo, em Veliko Tarnovo em 8 de julho de 1879, seguindo depois para Sófia. Por todo o percurso, foi acolhido com enorme entusiasmo pelas populações.

O jovem príncipe não fora preparado para governar e não possuía qualquer experiência política, sendo, ainda assim, enviado para liderar um Estado recém-criado. Escolhido como candidato preferido da Rússia (em virtude dos laços de parentesco com o czar e com a esposa deste), representava um bom compromisso para a Europa:
Sobrinho predilecto do czar, aparentado com a corte britânica, príncipe alemão, filho de um general austríaco, estreitamente ligado à Rússia pela sua participação na campanha de 1877–1878, e, no entanto, não russo... A sua eleição surgia simultaneamente como uma vénia a Lorde Beaconsfield, um cumprimento a Bismarck, uma deferência para com a Áustria e, ainda assim, com perspectivas de vir a ser um instrumento dócil nas mãos da Rússia.
O príncipe chega a um país marcado por fortes sentimentos democráticos e russófilos, que entram em choque com as suas próprias inclinações monárquicas e, em geral, antirrussas, adquiridas durante a sua experiência militar. Na realidade, a Rússia esperava que ele se tornasse sua marioneta. Ao mesmo tempo, as restantes Grandes Potências consideravam o povo búlgaro politicamente imaturo e incapaz de autogoverno. Os políticos búlgaros ainda não haviam recuperado do trauma provocado pela fragmentação do povo búlgaro, imposta pelo Tratado de Berlim, e discutiam intensamente o chamado "questão nacional" — a unificação da Bulgária. As duas principais forças políticas eram o Partido Liberal e o Partido Conservador. O Partido Conservador apoiava o monarquismo, mas tinha pouca influência, embora os seus membros liderassem os primeiros governos. O Partido Liberal, pelo contrário, defendia o desenvolvimento dos princípios democráticos consagrados na constituição. Dadas as predominantes relações de pequena propriedade no país, este partido representava os interesses da maioria do povo. O príncipe, por sua vez, já no início do seu reinado, classificou a Constituição de Tarnovo como "semi-republicana" e procurou o apoio da Rússia para a sua alteração no sentido de alargar os seus próprios poderes. Obteve o consentimento russo, mas sob a condição de que tal alteração ocorresse por via democrática e em consonância com os políticos búlgaros.

### Casamento Prussiano

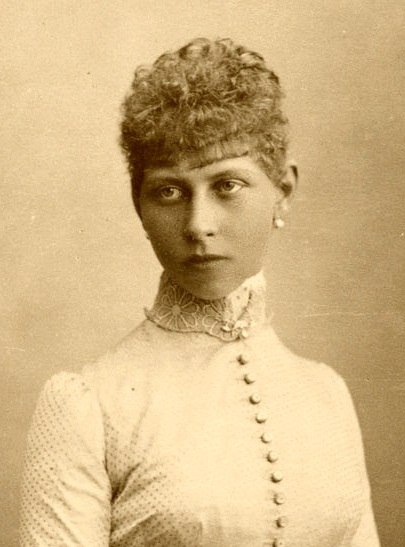
Moretta em 1885.

Em 1881, um casamento foi sugerido entre Alexandre e a princesa Vitória da Prússia, filha do kaiser Frederico III da Alemanha, na altura ainda príncipe-herdeiro, e de sua esposa, Vitória, Princesa Real do Reino Unido, filha da rainha Vitória do Reino Unido. Moretta, como Vitória era conhecida na intimidade familiar, deixou-se levar pelos elogios que a sua mãe e avó faziam ao jovem príncipe e apaixonou-se por ele. No entanto, o romance nunca teve hipóteses de funcionar e só parecia possível na cabeça de Vitória e da sua mãe.
Seus parentes alemães, seu avô paterno, o kaiser Guilherme I; seu irmão, o príncipe Guilherme e o chanceler alemão Otto von Bismarck, se opuseram, temendo que ofendesse a casa governante russa, principalmente o primo do príncipe Alexandre, o czar Alexandre III. Alexandre III havia ascendido recentemente ao trono russo e, ao contrário de seu pai, estava longe de ser gentil com o príncipe. Ademais, consideravam que os Battenbergs não tinha estatuto real suficiente para se casar com uma neta do imperador da Alemanha, devido ao facto de Alexandre ser filho de uma plebeia.

Alexandre, por outro lado, nunca pareceu tão interessado por Moretta como ela e a mãe pareciam estar por ele. Numa carta a um amigo, Alexandre escreveu que, desde que se tinha tornado príncipe da Bulgária, as suas perspectivas de casamento tinham diminuído drasticamente e que poderia ter mais sorte se nunca tivesse aceite o trono:
A certa altura até me podia ter casado com a princesa Beatriz de Inglaterra, a minha amiga de infância, se não fosse pelo facto de a Bulgária ficar tão longe e a rainha não se querer separar da sua filha. O mesmo aconteceu com a princesa Hilda de Nassau cujo pai (...) jamais permitiria que a sua filha fosse para a Bulgária. Depois apareceu ainda a princesa Teresa de Hesse, (...) que era de quem eu mais gostava, mas houve problemas financeiros. Já deves ter lido nos jornais (...) que pedi a princesa Vitória da Prússia em casamento; nunca fiz tal coisa nem nunca fui um candidato à sua mão. A sugestão foi feita pela princesa-herdeira, depois de nos termos sentido atraídos um pelo outro o ano passado em Darmstadt. Mas o imperador impediu logo a união, por isso nunca se desenvolveu nada. Acho que o imperador não seria tão contrário se não fosse pela influência da imperatriz Augusta que acha que uma união entre Hohenzollerns e Battenbergs não é adequada por causa das nossas posições reais.
Posteriormente, o príncipe Alexandre recebeu um ultimato e fez uma declaração formal renunciando ao noivado.

## Reinado

### Unificação da Bulgária
Desde o período imediatamente posterior ao Congresso de Berlim (1878), existia entre os búlgaros um forte desejo de unificação nacional, frustrado pela divisão do território búlgaro entre o Principado da Bulgária e a província autónoma da Rumélia Oriental. A população da Rumélia Oriental desejava a integração com o Principado da Bulgária, partilhando identidade cultural e linguística. Internamente, a unificação foi vista como afirmação de soberania e coesão nacional. Externamente, procurava-se reforçar a posição do país face à influência russa e otomana.
Em 29 de agosto de 1885, os representantes do Comité Central Revolucionário Búlgaro Secreto, Sava Mutkurov e Dimítar Rizov, chegaram a Shumen, onde decorriam manobras militares das tropas principescas. O príncipe Alexandre assegurou-lhes o seu apoio, embora o primeiro-ministro Petko Karavelov considerasse a iniciativa prematura. Motivado por considerações de ordem externa e financeira, Karavelov tencionava impedir mais uma acção unionista, mas foi surpreendido pelo desenrolar dos acontecimentos.
Na noite de 5 para 6 de setembro, tropas comandadas pelo major Nikolaev assumiram o controlo de Plovdiv e, sem encontrar resistência, depuseram o governo e o governador-general Krǎstevich. Um governo provisório, liderado por Gueorgui Stranski e composto por representantes do exército e das duas principais formações políticas da Bulgária Meridional, decretou a mobilização geral dos homens com idades entre os 18 e os 40 anos, em preparação para uma eventual ofensiva otomana, e dirigiu um apelo ao príncipe Alexandre para que apoiasse a Unificação.

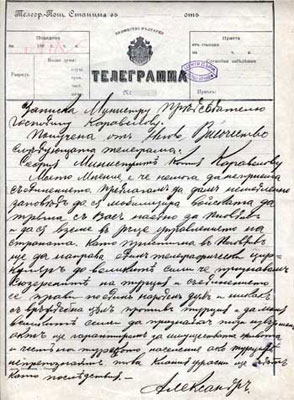
Telegrama do Príncipe Alexandre sobre a anexação da Rumélia Oriental (1885).

Em 9 de setembro, as Grandes Potências receberam uma nota telegráfica do príncipe Alexandre:
A antiga Rumélia Oriental deixou de existir, e o povo proclamou-me seu príncipe. Os habitantes do Principado da Bulgária solicitaram-me unanimemente que aceitasse tal designação; considerando o meu sagrado dever para com o povo, aceitei-a através de uma proclamação dirigida à nação búlgara. Chegado a Plovdiv e tendo assumido a governação, declaro da forma mais solene que a união das duas Bulgárias se realizou sem qualquer intenção hostil para com o governo imperial otomano, cujos direitos soberanos reconheço. Garanto a manutenção da ordem em ambas as regiões e a segurança de todos os habitantes, sem distinção de raça ou religião. Dirijo-me, pois, aos respectivos governos das Potências com o pedido de que reconheçam esta nova situação e rogo que intercedam junto de Sua Majestade o Sultão para que sancione a unificação, de modo a evitar derramamentos de sangue desnecessários, pois o povo está decidido a defender com o próprio sangue o facto consumado.

Enquanto isso, o governo principesco mobilizou o seu exército e enviou as tropas disponíveis em apoio à milícia na Bulgária Meridional. A Assembleia Nacional, reunida em sessão extraordinária em 11 de setembro, aprovou essas medidas, votando um crédito de cinco milhões de levas para cobrir as despesas militares.
As reacções não se fizeram esperar. A Rússia manifestou-se firmemente contra a Unificação e expressou a sua desaprovação em relação a Alexandre através da sua exoneração do exército russo, bem como pela retirada de todos os oficiais russos do exército búlgaro, ocorrida em 22 de setembro de 1885. Foi igualmente retirado o ministro da Guerra, Kantakuzin, sendo o cargo ocupado, pela primeira vez, por um búlgaro, Konstantin Nikiforov. A Turquia, sendo a parte mais directamente afectada, deslocou imediatamente tropas para a fronteira com a Rumélia Oriental e ocupou Kardzhali e Tamrash. No entanto, o sultão Abd-ul-Hamid II absteve-se de intervir militarmente, em grande parte devido à pressão exercida pelos embaixadores das Grandes Potências.

### Guerra Servo-Búlgara

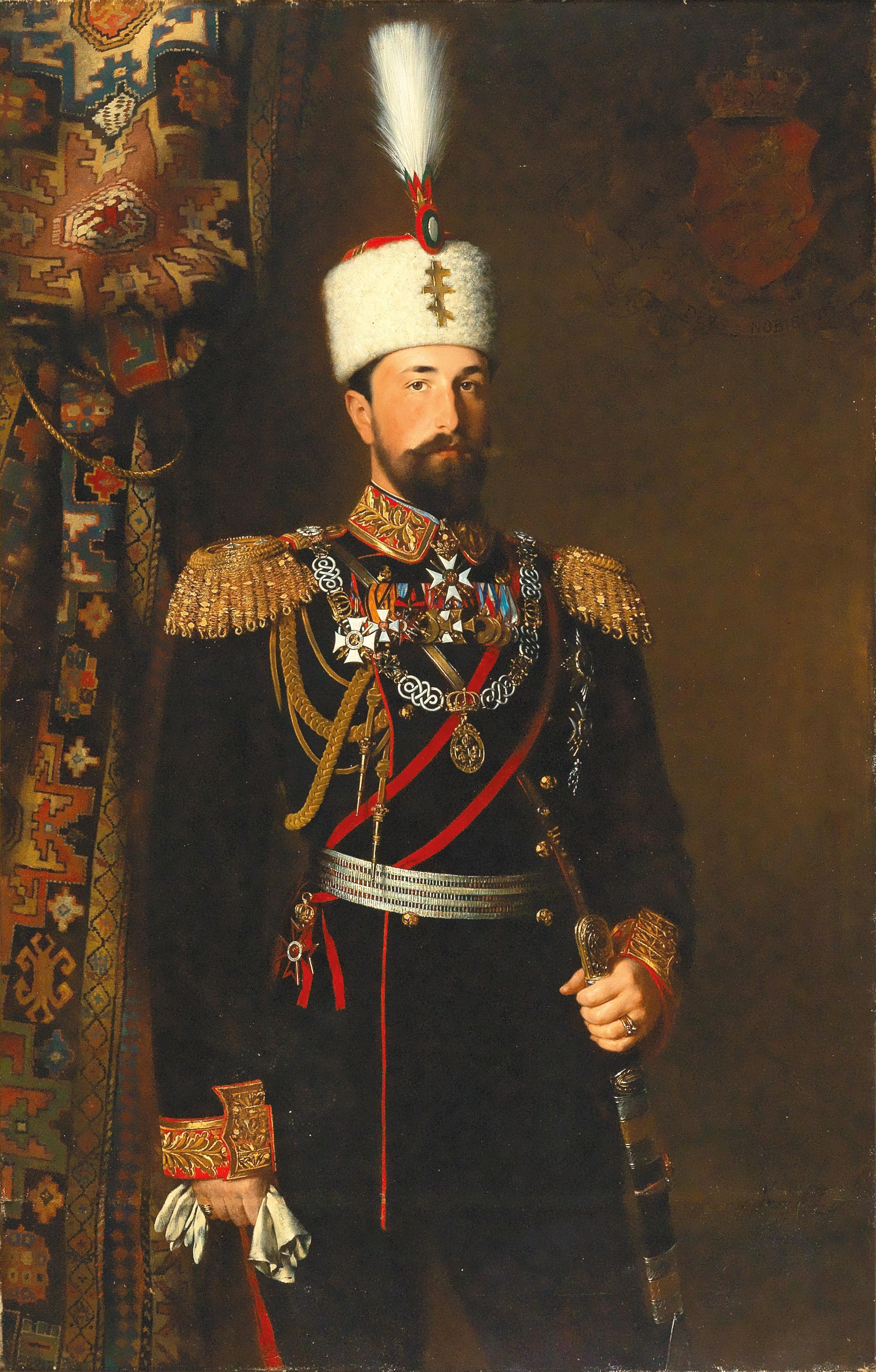
Retrato de Alexandre, por Konrad Dielitz.

Perante a ameaçadora reação da Sérvia, que concentrava tropas nas proximidades das fronteiras búlgaras, o príncipe Alexandre procurou evitar o ataque, apostando nas suas relações amistosas com o rei Milan I. Dimităr Grekov, confidente do príncipe e antigo ministro, foi enviado ao monarca sérvio no início de outubro com garantias escritas de que a Bulgária unificada não nutria intenções agressivas para com Belgrado. A carta não fazia qualquer menção a compensações territoriais para a Sérvia, razão pela qual Milan respondeu negativamente à missiva do príncipe.

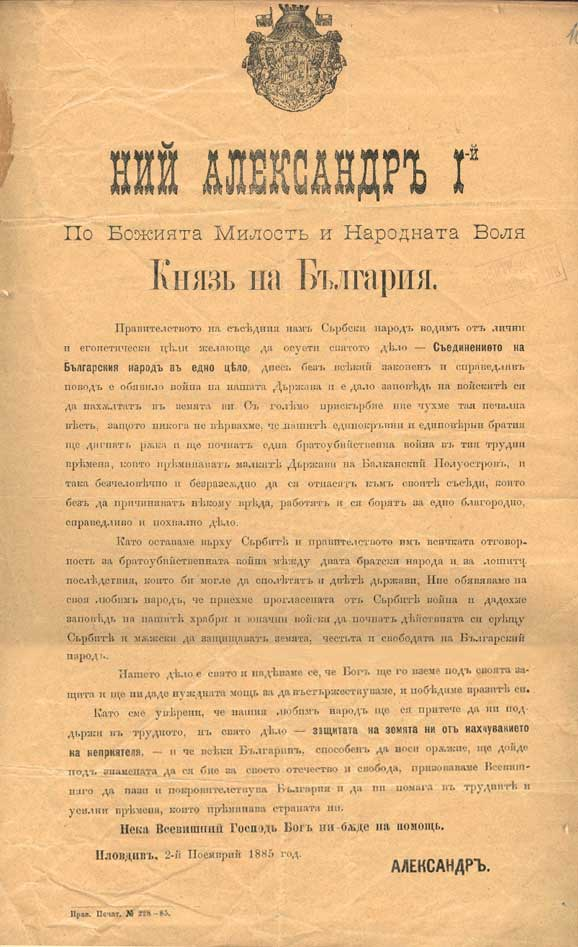
Declaração de guerra contra a Sérvia, assinada por Alexandre (1885).

Em 2 de novembro de 1885, quando Milan declarou guerra à Bulgária, o príncipe Alexandre encontrava-se em Plovdiv. No dia seguinte, já estava em Sófia e, na qualidade de comandante-em-chefe, convocou um conselho de guerra com a participação de ministros e altos oficiais militares, com o objetivo de aprovar um plano de ação. Apesar do significativo superioridade numérica do exército sérvio de Nišava, foi decidido que as forças do Corpo Ocidental enfrentariam combate na posição de Slivnica até à chegada das principais forças do sul da Bulgária. Esta decisão arriscada foi preferida ao plano inicial de Alexandre de retirada de Sófia e combate decisivo nas elevações de Ihtiman. A retirada de Slivnitsa foi discutida no final do primeiro dia da Batalha de Slivnitsa, em 5 de novembro, mas prevaleceu a opinião de que manter Sófia era de importância primordial por razões políticas e psicológicas. Ainda assim, o príncipe ordenou que os comandantes estivessem preparados para uma retirada e que o governo em Sófia enviasse o tesouro do Estado para um local seguro na província e o arquivo do palácio para a legação alemã.
Relatos sobre o príncipe durante a guerra foram feitos pelo seu conselheiro próximo e capelão da corte, Adolph Koch: Durante toda a guerra, ele esteve onde o perigo era maior. Após cada combate, percorria as tropas a cavalo para incutir-lhes coragem e confiança na vitória. Na descrição da Batalha de Slivnitsa, o correspondente do jornal Kölner Zeitung, Arthur von Hun, testemunha que, em determinado momento dos combates no flanco direito, perto de Meka Tsrév, quando as tropas búlgaras recuavam, surgiu um perigo real de o príncipe ser capturado ou morto. O general Stefan Paprikov, então capitão e chefe do estado-maior do Corpo Ocidental, destaca nos seus relatos a coragem de Alexandre, mas também o censura por, sendo chefe de Estado, colocar a sua vida em risco.

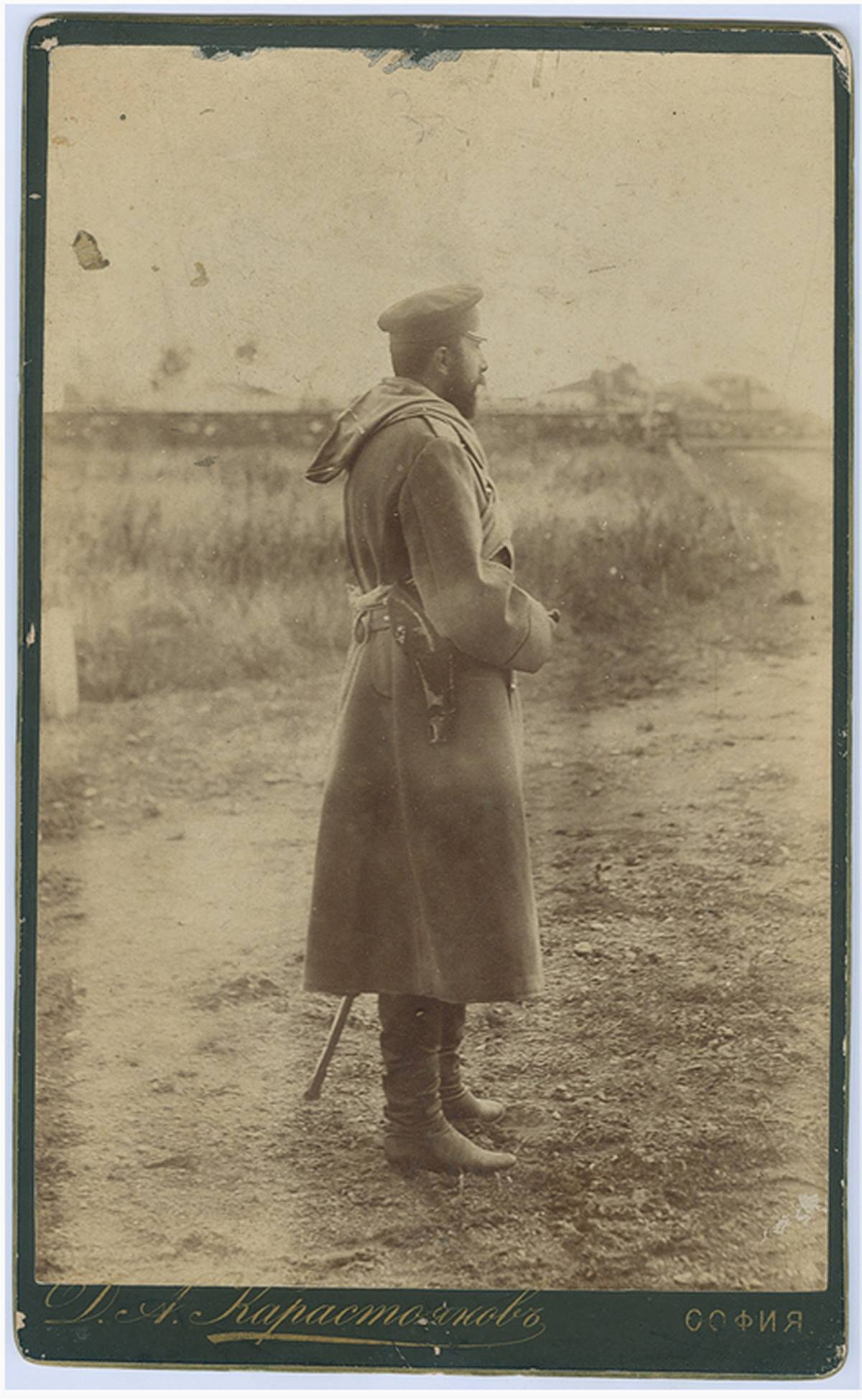
Alexandre no campo de batalha.

Perante a derrota na Batalha de Breznik, seguida de rumores não confirmados sobre o avanço das tropas sérvias em direção a Sófia através de Vladaia e a ameaça de cerco à armada búlgara, o príncipe Alexandre decidiu abandonar Slivnitsa e regressar à capital na madrugada de 7 de novembro. Esta decisão teve um efeito demoralizador sobre a população. Não está claro se foi motivada pelo desejo do príncipe de organizar a defesa de Sófia ou pelo receio de ser feito prisioneiro caso permanecesse em Slivnitsa. No entanto, a batalha foi vencida no mesmo dia, graças à coragem dos soldados búlgaros e à iniciativa dos jovens comandantes Olímpio Panov, Estefan Toshev, Anastás Benderov e Hristo Popov.
A Batalha de Slivnitsa marcou um ponto de viragem na guerra e levou à ativação da diplomacia turca e europeia. O governo otomano tentou aproveitar o envolvimento das tropas búlgaras para restabelecer a sua autoridade em Plovdiv através de um comissário imperial. O príncipe Alexandre rejeitou este pedido do grão-vizir, assim como a proposta de mediação para um cessar-fogo com Milan. A decisão do príncipe foi continuar a guerra enquanto o rei sérvio mantivesse tropas em território búlgaro, garantindo assim vantagem nas futuras negociações de paz. Os emissários enviados pelo comando sérvio após as vitórias búlgaras no desfiladeiro de Dragoman e no monte Neško também foram rejeitados sem sucesso.
Somente em 16 de novembro, um dia após a vitória búlgara em Pirot e a derrota decisiva do exército de Nišava, o príncipe aceitou um cessar-fogo. Esta decisão não foi coordenada com o governo de Karavelov e gerou descontentamento entre os ministros, pois o caminho para Nis estava aberto e o exército sérvio ainda ocupava a região de Vidin (exceto a cidade de Vidin, que estava sob cerco). No entanto, o príncipe foi convencido a interromper as hostilidades pelo conde Károly Kevenhüller-Metsch, ministro plenipotenciário austro-húngaro na Sérvia, que visitou pessoalmente o príncipe na sede do exército búlgaro e o ameaçou com a entrada das tropas austro-húngaras em território sérvio, o que levaria à ocupação russa da Bulgária.

#### Consequências
Com o Tratado de Bucareste, assinado em fevereiro de 1886, a Bulgária foi forçada a aceitar a condição territorial pré-guerra sem qualquer compensação financeira pelo ataque sérvio, ao passo que a unificação com a Rumélia Oriental foi confirmada.
Imediatamente após a unificação, a Rússia iniciou uma campanha para destituir Alexandre como príncipe soberano da Bulgária. Em 9 de agosto de 1886, um grupo de oficiais e juniores pró-russos realizou um golpe de Estado, forçando o príncipe a abdicar e a embarcar na embarcação Aleksandar I rumo ao porto de Reni, na Bessarábia, onde foi recebido pelas autoridades russas. O czar Alexandre III permitiu-lhe seguir para Lemberg (atual Lviv), na Áustria-Hungria. No entanto, em Sófia, Stefan Stambolov, com o apoio de Sava Mutkurov e tropas leais ao príncipe, organizou um contra-golpe, proclamando o destituir do príncipe como crime de Estado e convidando-o a regressar. Alexandre I retornou triunfalmente à Bulgária três dias depois, mas o seu governo durou apenas nove dias. Após uma tentativa infrutífera de reconciliação com o imperador russo, o príncipe abdicou em 7 de setembro de 1886 (26 de agosto de 1886 no calendário juliano), apesar dos apelos de Stambolov, da armada e do povo, e partiu de Lom para Viena. O poder foi assumido por um regente, com Stambolov à frente.

## Últimos anos

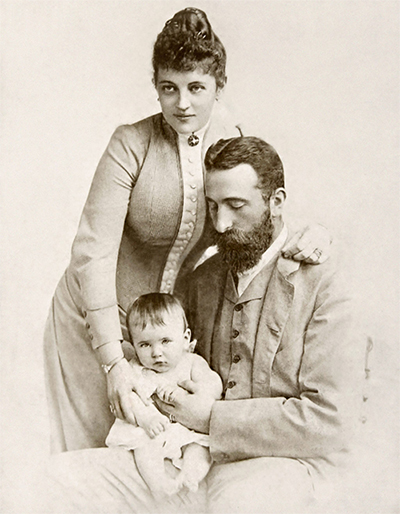
Alexandre com a esposa Johanna e o filho Asen em 1891.

No final de 1886 e início de 1887, foi iniciada uma campanha para encontrar um novo príncipe búlgaro, mas Alexandre I não foi descartado. Apesar disso, recusou firmemente os repetidos apelos para que retornasse. Entre os candidatos estava o seu pai, que também recusou. O seu estilo de vida pessoal tornou-se alvo de pressões externas, incluindo perseguições por parte do chanceler alemão Otto von Bismarck devido aos seus remotos planos matrimoniais com a princesa Vitória da Prússia.
Em 1889, Alexandre recebeu do imperador da Áustria o direito de adotar o título de conde e o sobrenome de Hartenau, nome de uma pequena propriedade familiar em Hesse. Ingressou no serviço militar austríaco sob o nome de Conde Alexandre de Hartenau e estabeleceu-se em Graz. Alcançou o posto de general-maior e comandou a 11.ª brigada de infantaria. Em 1889, contraiu, assim como o seu pai, um casamento morganático com a sua amante, uma cantora de ópera chamada Johanna Loisinger, com quem teve dois filhos, (Asen e Tsvetana).
Em 1890, o major Kosta Paniça propôs-lhe liderar uma revolta apoiada pela Rússia contra os sultão Abd-ul-Hamid II e o novo príncipe da Bulgária, Fernando I. Alexandre recusou e informou Fernando sobre a conspiração; em resposta, este concedeu-lhe uma pensão vitalícia em outubro de 1891.
Alexandre morreu em 17 de novembro de 1893 (23 de outubro de 1893 no calendário juliano), em Graz, vítima de apendicite. Os seus restos mortais foram inicialmente sepultados no cemitério de São Pedro em Graz e, posteriormente, transferidos para Sófia, onde receberam um funeral de estado. Após uma cerimónia na Cadetral de Santa Nedelya, foi sepultado na Igreja de São Jorge e, em 1898, os seus restos foram trasladados para o Mausoléu Battenberg, construído em sua homenagem na capital búlgara.

## Honrarias
Nacionais

Monograma real de Alexandre

- 1 de janeiro de 1880: Grão-Mestre da Ordem da Bravura (Fundador)[47]
- 25 de dezembro de 1881: Grão-Mestre da Ordem de Santo Alexandre (Fundador)[48]
- abril de 1886: Ordem da Cruz Vermelha Búlgara (Fundador)[49]

Estrangeiras
- Cavaleiro de todas as Ordens de Cavalaria da Rússia
- Ordem de Henrique, o Leão[50]
- 9 de abril de 1873:  Grã-Cruz da Ordem de Filipe, o Magnânimo[51]
- 17 de abril de 1878:  Cruz do Mérito Militar[51]
- 7 de maio de 1879:  Ordem de Luís[51]
- 1878:  Cruz de Mérito Militar (Segunda Classe)[52]
- 1878:  Grã-Cruz da Ordem do Falcão Branco[53]
- 1879:  Grã-Cruz da Ordem da Coroa de Württemberg (Segunda Classe)[54]
- 1879:  Grã-Cruz da Ordem de Leopoldo[55]
- 11 de junho de 1879:  Cavaleiro da Ordem da Águia Vermelha (Terceira Classe)[56]
- 1881:  Cavaleiro da Ordem da Fidelidade[57]
- 1881:  Cavaleiro da Ordem de Bertoldo I[57]
- 18 de fevereiro de 1881:  (Bailiado de Brandemburgo) Cavaleiro da Ordem de São João[56]
- 1883:  Grã-Cruz da Ordem da Casa Ernestina da Saxônia[58]
- 7 de junho de 1883:  Grã-Cruz da Ordem de Carlos III[59]
- 6 de julho de 1883:  Cavaleiro da Ordem do Elefante[60]
- 1884:  Grã-Cruz da Ordem de Alberto, o Urso[61]
- 7 de abril de 1886:  Grã-Cruz da Ordem de Santo Olavo[62]
- 6 de junho de 1879 (civil);[63]  10 de dezembro de 1886 (militar):[64]  Grã-Cruz da Ordem do Banho (Honorário)

## Árvore genealógica
Árvore genealógica de Alexandre na altura da sua morte em 1893
|                                             |                                             |                                             |                                             |                                             |                                             |  |  |  |  | Casa de Battenberg                        | Casa de Battenberg                        | Casa de Battenberg                            | Casa de Battenberg                            | Casa de Battenberg                            | Casa de Battenberg                            |                                               |                                               |                                           |                                           |                                           |                                           | Casa de Hesse-Darmstadt                                  | Casa de Hesse-Darmstadt                                  | Casa de Hesse-Darmstadt                                  | Casa de Hesse-Darmstadt                                  | Casa de Hesse-Darmstadt                                  | Casa de Hesse-Darmstadt                                  |                                       |                                       |                                       |                                       |                                          |                                          | Família Real Britânica                                    | Família Real Britânica                                    | Família Real Britânica                                    | Família Real Britânica                                    | Família Real Britânica                                    | Família Real Britânica                                    |                                          |                                          |                                          |                                          | Casa de Romanov (Rússia)                       | Casa de Romanov (Rússia)                       | Casa de Romanov (Rússia)                       | Casa de Romanov (Rússia)                       | Casa de Romanov (Rússia)                       | Casa de Romanov (Rússia)                       |                                                                      |                                                                      |                                                                      |                                                                      |                                                                      |                                                                      |                                                                 |                                                                 |                                                 |                                                 |                                                 |                                                 |                                                 |                                                 |                                              |                                              |                                              |                                              |                                       |                                       |                                                   |                                                   |                                                   |                                                   |                                                   |                                                   |  |  |  |  |  |  |  |  |  |  |  |  |  |  |  |  |  |  |  |  |  |  |  |  |  |  |  |  |
|                                             |                                             |                                             |                                             |                                             |                                             |  |  |  |  | Casa de Battenberg                        | Casa de Battenberg                        | Casa de Battenberg                            | Casa de Battenberg                            | Casa de Battenberg                            | Casa de Battenberg                            |                                               |                                               |                                           |                                           |                                           |                                           | Casa de Hesse-Darmstadt                                  | Casa de Hesse-Darmstadt                                  | Casa de Hesse-Darmstadt                                  | Casa de Hesse-Darmstadt                                  | Casa de Hesse-Darmstadt                                  | Casa de Hesse-Darmstadt                                  |                                       |                                       |                                       |                                       |                                          |                                          | Família Real Britânica                                    | Família Real Britânica                                    | Família Real Britânica                                    | Família Real Britânica                                    | Família Real Britânica                                    | Família Real Britânica                                    |                                          |                                          |                                          |                                          | Casa de Romanov (Rússia)                       | Casa de Romanov (Rússia)                       | Casa de Romanov (Rússia)                       | Casa de Romanov (Rússia)                       | Casa de Romanov (Rússia)                       | Casa de Romanov (Rússia)                       |                                                                      |                                                                      |                                                                      |                                                                      |                                                                      |                                                                      |                                                                 |                                                                 |                                                 |                                                 |                                                 |                                                 |                                                 |                                                 |                                              |                                              |                                              |                                              |                                       |                                       |                                                   |                                                   |                                                   |                                                   |                                                   |                                                   |  |  |  |  |  |  |  |  |  |  |  |  |  |  |  |  |  |  |  |  |  |  |  |  |  |  |  |  |
|                                             |                                             |                                             |                                             |                                             |                                             |  |  |  |  |                                           |                                           |                                               |                                               |                                               |                                               |                                               |                                               |                                           |                                           |                                           |                                           | Luís II (1777–1848) Grão-Duque de Hesse e Reno 1830—1848 |                                                          |                                                          |                                                          |                                                          |                                                          |                                       |                                       |                                       |                                       |                                          |                                          |                                                           |                                                           |                                                           |                                                           |                                                           |                                                           |                                          |                                          |                                          |                                          |                                                |                                                |                                                |                                                |                                                |                                                |                                                                      |                                                                      |                                                                      |                                                                      |                                                                      |                                                                      |                                                                 |                                                                 |                                                 |                                                 |                                                 |                                                 |                                                 |                                                 |                                              |                                              |                                              |                                              |                                       |                                       |                                                   |                                                   |                                                   |                                                   |                                                   |                                                   |  |  |  |  |  |  |  |  |  |  |  |  |  |  |  |  |  |  |  |  |  |  |  |  |  |  |  |  |
|                                             |                                             |                                             |                                             |                                             |                                             |  |  |  |  |                                           |                                           |                                               |                                               |                                               |                                               |                                               |                                               |                                           |                                           |                                           |                                           |                                                          |                                                          |                                                          |                                                          |                                                          |                                                          |                                       |                                       |                                       |                                       |                                          |                                          |                                                           |                                                           |                                                           |                                                           |                                                           |                                                           |                                          |                                          |                                          |                                          |                                                |                                                |                                                |                                                |                                                |                                                |                                                                      |                                                                      |                                                                      |                                                                      |                                                                      |                                                                      |                                                                 |                                                                 |                                                 |                                                 |                                                 |                                                 |                                                 |                                                 |                                              |                                              |                                              |                                              |                                       |                                       |                                                   |                                                   |                                                   |                                                   |                                                   |                                                   |  |  |  |  |  |  |  |  |  |  |  |  |  |  |  |  |  |  |  |  |  |  |  |  |  |  |  |  |
|                                             |                                             |                                             |                                             |                                             |                                             |  |  |  |  |                                           |                                           |                                               |                                               |                                               |                                               |                                               |                                               |                                           |                                           |                                           |                                           |                                                          |                                                          |                                                          |                                                          |                                                          |                                                          |                                       |                                       |                                       |                                       |                                          |                                          |                                                           |                                                           |                                                           |                                                           |                                                           |                                                           |                                          |                                          |                                          |                                          |                                                |                                                |                                                |                                                |                                                |                                                |                                                                      |                                                                      |                                                                      |                                                                      |                                                                      |                                                                      |                                                                 |                                                                 |                                                 |                                                 |                                                 |                                                 |                                                 |                                                 |                                              |                                              |                                              |                                              |                                       |                                       |                                                   |                                                   |                                                   |                                                   |                                                   |                                                   |  |  |  |  |  |  |  |  |  |  |  |  |  |  |  |  |  |  |  |  |  |  |  |  |  |  |  |  |
| Vitória (1819--) Rainha do Reino Unido      | Vitória (1819--) Rainha do Reino Unido      | Vitória (1819--) Rainha do Reino Unido      | Vitória (1819--) Rainha do Reino Unido      | Vitória (1819--) Rainha do Reino Unido      | Vitória (1819--) Rainha do Reino Unido      |  |  |  |  |                                           |                                           | Alberto, Príncipe Consorte (1857-1861)        | Alberto, Príncipe Consorte (1857-1861)        | Alberto, Príncipe Consorte (1857-1861)        | Alberto, Príncipe Consorte (1857-1861)        | Alberto, Príncipe Consorte (1857-1861)        | Alberto, Príncipe Consorte (1857-1861)        |                                           |                                           |                                           |                                           | Príncipe Carlos de Hesse e Reno (1809–1877)              | Príncipe Carlos de Hesse e Reno (1809–1877)              | Príncipe Carlos de Hesse e Reno (1809–1877)              | Príncipe Carlos de Hesse e Reno (1809–1877)              | Príncipe Carlos de Hesse e Reno (1809–1877)              | Príncipe Carlos de Hesse e Reno (1809–1877)              |                                       |                                       |                                       |                                       |                                          |                                          | Luís III (1806–1877) Grão-Duque de Hesse e Reno 1848—1877 | Luís III (1806–1877) Grão-Duque de Hesse e Reno 1848—1877 | Luís III (1806–1877) Grão-Duque de Hesse e Reno 1848—1877 | Luís III (1806–1877) Grão-Duque de Hesse e Reno 1848—1877 | Luís III (1806–1877) Grão-Duque de Hesse e Reno 1848—1877 | Luís III (1806–1877) Grão-Duque de Hesse e Reno 1848—1877 |                                          |                                          |                                          |                                          | Príncipe Alexandre de Hesse e Reno (1823–1888) | Príncipe Alexandre de Hesse e Reno (1823–1888) | Príncipe Alexandre de Hesse e Reno (1823–1888) | Príncipe Alexandre de Hesse e Reno (1823–1888) | Príncipe Alexandre de Hesse e Reno (1823–1888) | Príncipe Alexandre de Hesse e Reno (1823–1888) |                                                                      |                                                                      | Júlia de Hauke (1825--) Condessa, depois Princesa de Battenberg      | Júlia de Hauke (1825--) Condessa, depois Princesa de Battenberg      | Júlia de Hauke (1825--) Condessa, depois Princesa de Battenberg      | Júlia de Hauke (1825--) Condessa, depois Princesa de Battenberg      | Júlia de Hauke (1825--) Condessa, depois Princesa de Battenberg | Júlia de Hauke (1825--) Condessa, depois Princesa de Battenberg |                                                 |                                                 |                                                 |                                                 | Maria (1824–1880) Czarina Maria Alexandrovna    | Maria (1824–1880) Czarina Maria Alexandrovna    | Maria (1824–1880) Czarina Maria Alexandrovna | Maria (1824–1880) Czarina Maria Alexandrovna | Maria (1824–1880) Czarina Maria Alexandrovna | Maria (1824–1880) Czarina Maria Alexandrovna |                                       |                                       | Alexandre II (1818–1881) Czar da Rússia 1855—1881 | Alexandre II (1818–1881) Czar da Rússia 1855—1881 | Alexandre II (1818–1881) Czar da Rússia 1855—1881 | Alexandre II (1818–1881) Czar da Rússia 1855—1881 | Alexandre II (1818–1881) Czar da Rússia 1855—1881 | Alexandre II (1818–1881) Czar da Rússia 1855—1881 |  |  |  |  |  |  |  |  |  |  |  |  |  |  |  |  |  |  |  |  |  |  |  |  |  |  |  |  |
| Vitória (1819--) Rainha do Reino Unido      | Vitória (1819--) Rainha do Reino Unido      | Vitória (1819--) Rainha do Reino Unido      | Vitória (1819--) Rainha do Reino Unido      | Vitória (1819--) Rainha do Reino Unido      | Vitória (1819--) Rainha do Reino Unido      |  |  |  |  |                                           |                                           | Alberto, Príncipe Consorte (1857-1861)        | Alberto, Príncipe Consorte (1857-1861)        | Alberto, Príncipe Consorte (1857-1861)        | Alberto, Príncipe Consorte (1857-1861)        | Alberto, Príncipe Consorte (1857-1861)        | Alberto, Príncipe Consorte (1857-1861)        |                                           |                                           |                                           |                                           | Príncipe Carlos de Hesse e Reno (1809–1877)              | Príncipe Carlos de Hesse e Reno (1809–1877)              | Príncipe Carlos de Hesse e Reno (1809–1877)              | Príncipe Carlos de Hesse e Reno (1809–1877)              | Príncipe Carlos de Hesse e Reno (1809–1877)              | Príncipe Carlos de Hesse e Reno (1809–1877)              |                                       |                                       |                                       |                                       |                                          |                                          | Luís III (1806–1877) Grão-Duque de Hesse e Reno 1848—1877 | Luís III (1806–1877) Grão-Duque de Hesse e Reno 1848—1877 | Luís III (1806–1877) Grão-Duque de Hesse e Reno 1848—1877 | Luís III (1806–1877) Grão-Duque de Hesse e Reno 1848—1877 | Luís III (1806–1877) Grão-Duque de Hesse e Reno 1848—1877 | Luís III (1806–1877) Grão-Duque de Hesse e Reno 1848—1877 |                                          |                                          |                                          |                                          | Príncipe Alexandre de Hesse e Reno (1823–1888) | Príncipe Alexandre de Hesse e Reno (1823–1888) | Príncipe Alexandre de Hesse e Reno (1823–1888) | Príncipe Alexandre de Hesse e Reno (1823–1888) | Príncipe Alexandre de Hesse e Reno (1823–1888) | Príncipe Alexandre de Hesse e Reno (1823–1888) |                                                                      |                                                                      | Júlia de Hauke (1825--) Condessa, depois Princesa de Battenberg      | Júlia de Hauke (1825--) Condessa, depois Princesa de Battenberg      | Júlia de Hauke (1825--) Condessa, depois Princesa de Battenberg      | Júlia de Hauke (1825--) Condessa, depois Princesa de Battenberg      | Júlia de Hauke (1825--) Condessa, depois Princesa de Battenberg | Júlia de Hauke (1825--) Condessa, depois Princesa de Battenberg |                                                 |                                                 |                                                 |                                                 | Maria (1824–1880) Czarina Maria Alexandrovna    | Maria (1824–1880) Czarina Maria Alexandrovna    | Maria (1824–1880) Czarina Maria Alexandrovna | Maria (1824–1880) Czarina Maria Alexandrovna | Maria (1824–1880) Czarina Maria Alexandrovna | Maria (1824–1880) Czarina Maria Alexandrovna |                                       |                                       | Alexandre II (1818–1881) Czar da Rússia 1855—1881 | Alexandre II (1818–1881) Czar da Rússia 1855—1881 | Alexandre II (1818–1881) Czar da Rússia 1855—1881 | Alexandre II (1818–1881) Czar da Rússia 1855—1881 | Alexandre II (1818–1881) Czar da Rússia 1855—1881 | Alexandre II (1818–1881) Czar da Rússia 1855—1881 |  |  |  |  |  |  |  |  |  |  |  |  |  |  |  |  |  |  |  |  |  |  |  |  |  |  |  |  |
|                                             |                                             |                                             |                                             |                                             |                                             |  |  |  |  |                                           |                                           |                                               |                                               |                                               |                                               |                                               |                                               |                                           |                                           |                                           |                                           |                                                          |                                                          |                                                          |                                                          |                                                          |                                                          |                                       |                                       |                                       |                                       |                                          |                                          |                                                           |                                                           |                                                           |                                                           |                                                           |                                                           |                                          |                                          |                                          |                                          |                                                |                                                |                                                |                                                |                                                |                                                |                                                                      |                                                                      |                                                                      |                                                                      |                                                                      |                                                                      |                                                                 |                                                                 |                                                 |                                                 |                                                 |                                                 |                                                 |                                                 |                                              |                                              |                                              |                                              |                                       |                                       |                                                   |                                                   |                                                   |                                                   |                                                   |                                                   |  |  |  |  |  |  |  |  |  |  |  |  |  |  |  |  |  |  |  |  |  |  |  |  |  |  |  |  |
|                                             |                                             |                                             |                                             |                                             |                                             |  |  |  |  |                                           |                                           |                                               |                                               |                                               |                                               |                                               |                                               |                                           |                                           |                                           |                                           |                                                          |                                                          |                                                          |                                                          |                                                          |                                                          |                                       |                                       |                                       |                                       |                                          |                                          |                                                           |                                                           |                                                           |                                                           |                                                           |                                                           |                                          |                                          |                                          |                                          |                                                |                                                |                                                |                                                |                                                |                                                |                                                                      |                                                                      |                                                                      |                                                                      |                                                                      |                                                                      |                                                                 |                                                                 |                                                 |                                                 |                                                 |                                                 |                                                 |                                                 |                                              |                                              |                                              |                                              |                                       |                                       |                                                   |                                                   |                                                   |                                                   |                                                   |                                                   |  |  |  |  |  |  |  |  |  |  |  |  |  |  |  |  |  |  |  |  |  |  |  |  |  |  |  |  |
| Alberto Eduardo, Príncipe de Gales (1841--) | Alberto Eduardo, Príncipe de Gales (1841--) | Alberto Eduardo, Príncipe de Gales (1841--) | Alberto Eduardo, Príncipe de Gales (1841--) | Alberto Eduardo, Príncipe de Gales (1841--) | Alberto Eduardo, Príncipe de Gales (1841--) |  |  |  |  |                                           |                                           | Alice (1843–1878) Grã-Duquesa de Hesse e Reno | Alice (1843–1878) Grã-Duquesa de Hesse e Reno | Alice (1843–1878) Grã-Duquesa de Hesse e Reno | Alice (1843–1878) Grã-Duquesa de Hesse e Reno | Alice (1843–1878) Grã-Duquesa de Hesse e Reno | Alice (1843–1878) Grã-Duquesa de Hesse e Reno |                                           |                                           |                                           |                                           | Luís IV (1837–1892) Grão-Duque de Hesse e Reno 1877—1892 | Luís IV (1837–1892) Grão-Duque de Hesse e Reno 1877—1892 | Luís IV (1837–1892) Grão-Duque de Hesse e Reno 1877—1892 | Luís IV (1837–1892) Grão-Duque de Hesse e Reno 1877—1892 | Luís IV (1837–1892) Grão-Duque de Hesse e Reno 1877—1892 | Luís IV (1837–1892) Grão-Duque de Hesse e Reno 1877—1892 |                                       |                                       |                                       |                                       | Princesa Beatriz do Reino Unido (1857--) | Princesa Beatriz do Reino Unido (1857--) | Princesa Beatriz do Reino Unido (1857--)                  | Princesa Beatriz do Reino Unido (1857--)                  | Princesa Beatriz do Reino Unido (1857--)                  | Princesa Beatriz do Reino Unido (1857--)                  |                                                           |                                                           | Príncipe Henrique de Battenberg (1858--) | Príncipe Henrique de Battenberg (1858--) | Príncipe Henrique de Battenberg (1858--) | Príncipe Henrique de Battenberg (1858--) | Príncipe Henrique de Battenberg (1858--)       | Príncipe Henrique de Battenberg (1858--)       |                                                |                                                |                                                |                                                | Alexandre de Battenberg (1857–1893) Príncipe da Bulgária (1879–1886) | Alexandre de Battenberg (1857–1893) Príncipe da Bulgária (1879–1886) | Alexandre de Battenberg (1857–1893) Príncipe da Bulgária (1879–1886) | Alexandre de Battenberg (1857–1893) Príncipe da Bulgária (1879–1886) | Alexandre de Battenberg (1857–1893) Príncipe da Bulgária (1879–1886) | Alexandre de Battenberg (1857–1893) Príncipe da Bulgária (1879–1886) |                                                                 |                                                                 | Príncipe Francisco José de Battenberg (1861--)  | Príncipe Francisco José de Battenberg (1861--)  | Príncipe Francisco José de Battenberg (1861--)  | Príncipe Francisco José de Battenberg (1861--)  | Príncipe Francisco José de Battenberg (1861--)  | Príncipe Francisco José de Battenberg (1861--)  |                                              |                                              | Alexandre III (1845--) Czar da Rússia        | Alexandre III (1845--) Czar da Rússia        | Alexandre III (1845--) Czar da Rússia | Alexandre III (1845--) Czar da Rússia | Alexandre III (1845--) Czar da Rússia             | Alexandre III (1845--) Czar da Rússia             |                                                   |                                                   |                                                   |                                                   |  |  |  |  |  |  |  |  |  |  |  |  |  |  |  |  |  |  |  |  |  |  |  |  |  |  |  |  |
| Alberto Eduardo, Príncipe de Gales (1841--) | Alberto Eduardo, Príncipe de Gales (1841--) | Alberto Eduardo, Príncipe de Gales (1841--) | Alberto Eduardo, Príncipe de Gales (1841--) | Alberto Eduardo, Príncipe de Gales (1841--) | Alberto Eduardo, Príncipe de Gales (1841--) |  |  |  |  |                                           |                                           | Alice (1843–1878) Grã-Duquesa de Hesse e Reno | Alice (1843–1878) Grã-Duquesa de Hesse e Reno | Alice (1843–1878) Grã-Duquesa de Hesse e Reno | Alice (1843–1878) Grã-Duquesa de Hesse e Reno | Alice (1843–1878) Grã-Duquesa de Hesse e Reno | Alice (1843–1878) Grã-Duquesa de Hesse e Reno |                                           |                                           |                                           |                                           | Luís IV (1837–1892) Grão-Duque de Hesse e Reno 1877—1892 | Luís IV (1837–1892) Grão-Duque de Hesse e Reno 1877—1892 | Luís IV (1837–1892) Grão-Duque de Hesse e Reno 1877—1892 | Luís IV (1837–1892) Grão-Duque de Hesse e Reno 1877—1892 | Luís IV (1837–1892) Grão-Duque de Hesse e Reno 1877—1892 | Luís IV (1837–1892) Grão-Duque de Hesse e Reno 1877—1892 |                                       |                                       |                                       |                                       | Princesa Beatriz do Reino Unido (1857--) | Princesa Beatriz do Reino Unido (1857--) | Princesa Beatriz do Reino Unido (1857--)                  | Princesa Beatriz do Reino Unido (1857--)                  | Princesa Beatriz do Reino Unido (1857--)                  | Princesa Beatriz do Reino Unido (1857--)                  |                                                           |                                                           | Príncipe Henrique de Battenberg (1858--) | Príncipe Henrique de Battenberg (1858--) | Príncipe Henrique de Battenberg (1858--) | Príncipe Henrique de Battenberg (1858--) | Príncipe Henrique de Battenberg (1858--)       | Príncipe Henrique de Battenberg (1858--)       |                                                |                                                |                                                |                                                | Alexandre de Battenberg (1857–1893) Príncipe da Bulgária (1879–1886) | Alexandre de Battenberg (1857–1893) Príncipe da Bulgária (1879–1886) | Alexandre de Battenberg (1857–1893) Príncipe da Bulgária (1879–1886) | Alexandre de Battenberg (1857–1893) Príncipe da Bulgária (1879–1886) | Alexandre de Battenberg (1857–1893) Príncipe da Bulgária (1879–1886) | Alexandre de Battenberg (1857–1893) Príncipe da Bulgária (1879–1886) |                                                                 |                                                                 | Príncipe Francisco José de Battenberg (1861--)  | Príncipe Francisco José de Battenberg (1861--)  | Príncipe Francisco José de Battenberg (1861--)  | Príncipe Francisco José de Battenberg (1861--)  | Príncipe Francisco José de Battenberg (1861--)  | Príncipe Francisco José de Battenberg (1861--)  |                                              |                                              | Alexandre III (1845--) Czar da Rússia        | Alexandre III (1845--) Czar da Rússia        | Alexandre III (1845--) Czar da Rússia | Alexandre III (1845--) Czar da Rússia | Alexandre III (1845--) Czar da Rússia             | Alexandre III (1845--) Czar da Rússia             |                                                   |                                                   |                                                   |                                                   |  |  |  |  |  |  |  |  |  |  |  |  |  |  |  |  |  |  |  |  |  |  |  |  |  |  |  |  |
|                                             |                                             |                                             |                                             |                                             |                                             |  |  |  |  |                                           |                                           |                                               |                                               |                                               |                                               |                                               |                                               |                                           |                                           |                                           |                                           |                                                          |                                                          |                                                          |                                                          |                                                          |                                                          |                                       |                                       |                                       |                                       |                                          |                                          |                                                           |                                                           |                                                           |                                                           |                                                           |                                                           |                                          |                                          |                                          |                                          |                                                |                                                |                                                |                                                |                                                |                                                |                                                                      |                                                                      |                                                                      |                                                                      |                                                                      |                                                                      |                                                                 |                                                                 |                                                 |                                                 |                                                 |                                                 |                                                 |                                                 |                                              |                                              |                                              |                                              |                                       |                                       |                                                   |                                                   |                                                   |                                                   |                                                   |                                                   |  |  |  |  |  |  |  |  |  |  |  |  |  |  |  |  |  |  |  |  |  |  |  |  |  |  |  |  |
|                                             |                                             |                                             |                                             |                                             |                                             |  |  |  |  |                                           |                                           |                                               |                                               |                                               |                                               |                                               |                                               |                                           |                                           |                                           |                                           |                                                          |                                                          |                                                          |                                                          |                                                          |                                                          |                                       |                                       |                                       |                                       |                                          |                                          |                                                           |                                                           |                                                           |                                                           |                                                           |                                                           |                                          |                                          |                                          |                                          |                                                |                                                |                                                |                                                |                                                |                                                |                                                                      |                                                                      |                                                                      |                                                                      |                                                                      |                                                                      |                                                                 |                                                                 |                                                 |                                                 |                                                 |                                                 |                                                 |                                                 |                                              |                                              |                                              |                                              |                                       |                                       |                                                   |                                                   |                                                   |                                                   |                                                   |                                                   |  |  |  |  |  |  |  |  |  |  |  |  |  |  |  |  |  |  |  |  |  |  |  |  |  |  |  |  |
|                                             |                                             |                                             |                                             |                                             |                                             |  |  |  |  |                                           |                                           |                                               |                                               |                                               |                                               |                                               |                                               |                                           |                                           |                                           |                                           |                                                          |                                                          |                                                          |                                                          |                                                          |                                                          |                                       |                                       |                                       |                                       |                                          |                                          |                                                           |                                                           |                                                           |                                                           |                                                           |                                                           |                                          |                                          |                                          |                                          |                                                |                                                |                                                |                                                |                                                |                                                |                                                                      |                                                                      |                                                                      |                                                                      |                                                                      |                                                                      |                                                                 |                                                                 |                                                 |                                                 |                                                 |                                                 |                                                 |                                                 |                                              |                                              |                                              |                                              |                                       |                                       |                                                   |                                                   |                                                   |                                                   |                                                   |                                                   |  |  |  |  |  |  |  |  |  |  |  |  |  |  |  |  |  |  |  |  |  |  |  |  |  |  |  |  |
|                                             |                                             |                                             |                                             |                                             |                                             |  |  |  |  |                                           |                                           |                                               |                                               |                                               |                                               |                                               |                                               |                                           |                                           |                                           |                                           |                                                          |                                                          |                                                          |                                                          |                                                          |                                                          |                                       |                                       |                                       |                                       |                                          |                                          |                                                           |                                                           |                                                           |                                                           |                                                           |                                                           |                                          |                                          |                                          |                                          |                                                |                                                |                                                |                                                |                                                |                                                |                                                                      |                                                                      |                                                                      |                                                                      |                                                                      |                                                                      |                                                                 |                                                                 |                                                 |                                                 |                                                 |                                                 |                                                 |                                                 |                                              |                                              |                                              |                                              |                                       |                                       |                                                   |                                                   |                                                   |                                                   |                                                   |                                                   |  |  |  |  |  |  |  |  |  |  |  |  |  |  |  |  |  |  |  |  |  |  |  |  |  |  |  |  |
| Jorge, Duque de Iorque (1865--)             | Jorge, Duque de Iorque (1865--)             | Jorge, Duque de Iorque (1865--)             | Jorge, Duque de Iorque (1865--)             | Jorge, Duque de Iorque (1865--)             | Jorge, Duque de Iorque (1865--)             |  |  |  |  | Ernesto Luís (1868--) Grão-Duque de Hesse | Ernesto Luís (1868--) Grão-Duque de Hesse | Ernesto Luís (1868--) Grão-Duque de Hesse     | Ernesto Luís (1868--) Grão-Duque de Hesse     | Ernesto Luís (1868--) Grão-Duque de Hesse     | Ernesto Luís (1868--) Grão-Duque de Hesse     |                                               |                                               | Princesa Vitória de Hesse e Reno (1863--) | Princesa Vitória de Hesse e Reno (1863--) | Princesa Vitória de Hesse e Reno (1863--) | Princesa Vitória de Hesse e Reno (1863--) | Princesa Vitória de Hesse e Reno (1863--)                | Princesa Vitória de Hesse e Reno (1863--)                |                                                          |                                                          | Príncipe Luís de Battenberg (1854--)                     | Príncipe Luís de Battenberg (1854--)                     | Príncipe Luís de Battenberg (1854--)  | Príncipe Luís de Battenberg (1854--)  | Príncipe Luís de Battenberg (1854--)  | Príncipe Luís de Battenberg (1854--)  |                                          |                                          | Príncipe Alexandre de Battenberg (1886--)                 | Príncipe Alexandre de Battenberg (1886--)                 | Príncipe Alexandre de Battenberg (1886--)                 | Príncipe Alexandre de Battenberg (1886--)                 | Príncipe Alexandre de Battenberg (1886--)                 | Príncipe Alexandre de Battenberg (1886--)                 |                                          |                                          | Príncipe Leopoldo de Battenberg (1889--) | Príncipe Leopoldo de Battenberg (1889--) | Príncipe Leopoldo de Battenberg (1889--)       | Príncipe Leopoldo de Battenberg (1889--)       | Príncipe Leopoldo de Battenberg (1889--)       | Príncipe Leopoldo de Battenberg (1889--)       |                                                |                                                | Príncipe Maurício de Battenberg (1891--)                             | Príncipe Maurício de Battenberg (1891--)                             | Príncipe Maurício de Battenberg (1891--)                             | Príncipe Maurício de Battenberg (1891--)                             | Príncipe Maurício de Battenberg (1891--)                             | Príncipe Maurício de Battenberg (1891--)                             |                                                                 |                                                                 | Princesa Vitória Eugénia de Battenberg (1887--) | Princesa Vitória Eugénia de Battenberg (1887--) | Princesa Vitória Eugénia de Battenberg (1887--) | Princesa Vitória Eugénia de Battenberg (1887--) | Princesa Vitória Eugénia de Battenberg (1887--) | Princesa Vitória Eugénia de Battenberg (1887--) |                                              |                                              |                                              |                                              |                                       |                                       |                                                   |                                                   |                                                   |                                                   |                                                   |                                                   |  |  |  |  |  |  |  |  |  |  |  |  |  |  |  |  |  |  |  |  |  |  |  |  |  |  |  |  |
| Jorge, Duque de Iorque (1865--)             | Jorge, Duque de Iorque (1865--)             | Jorge, Duque de Iorque (1865--)             | Jorge, Duque de Iorque (1865--)             | Jorge, Duque de Iorque (1865--)             | Jorge, Duque de Iorque (1865--)             |  |  |  |  | Ernesto Luís (1868--) Grão-Duque de Hesse | Ernesto Luís (1868--) Grão-Duque de Hesse | Ernesto Luís (1868--) Grão-Duque de Hesse     | Ernesto Luís (1868--) Grão-Duque de Hesse     | Ernesto Luís (1868--) Grão-Duque de Hesse     | Ernesto Luís (1868--) Grão-Duque de Hesse     |                                               |                                               | Princesa Vitória de Hesse e Reno (1863--) | Princesa Vitória de Hesse e Reno (1863--) | Princesa Vitória de Hesse e Reno (1863--) | Princesa Vitória de Hesse e Reno (1863--) | Princesa Vitória de Hesse e Reno (1863--)                | Princesa Vitória de Hesse e Reno (1863--)                |                                                          |                                                          | Príncipe Luís de Battenberg (1854--)                     | Príncipe Luís de Battenberg (1854--)                     | Príncipe Luís de Battenberg (1854--)  | Príncipe Luís de Battenberg (1854--)  | Príncipe Luís de Battenberg (1854--)  | Príncipe Luís de Battenberg (1854--)  |                                          |                                          | Príncipe Alexandre de Battenberg (1886--)                 | Príncipe Alexandre de Battenberg (1886--)                 | Príncipe Alexandre de Battenberg (1886--)                 | Príncipe Alexandre de Battenberg (1886--)                 | Príncipe Alexandre de Battenberg (1886--)                 | Príncipe Alexandre de Battenberg (1886--)                 |                                          |                                          | Príncipe Leopoldo de Battenberg (1889--) | Príncipe Leopoldo de Battenberg (1889--) | Príncipe Leopoldo de Battenberg (1889--)       | Príncipe Leopoldo de Battenberg (1889--)       | Príncipe Leopoldo de Battenberg (1889--)       | Príncipe Leopoldo de Battenberg (1889--)       |                                                |                                                | Príncipe Maurício de Battenberg (1891--)                             | Príncipe Maurício de Battenberg (1891--)                             | Príncipe Maurício de Battenberg (1891--)                             | Príncipe Maurício de Battenberg (1891--)                             | Príncipe Maurício de Battenberg (1891--)                             | Príncipe Maurício de Battenberg (1891--)                             |                                                                 |                                                                 | Princesa Vitória Eugénia de Battenberg (1887--) | Princesa Vitória Eugénia de Battenberg (1887--) | Princesa Vitória Eugénia de Battenberg (1887--) | Princesa Vitória Eugénia de Battenberg (1887--) | Princesa Vitória Eugénia de Battenberg (1887--) | Princesa Vitória Eugénia de Battenberg (1887--) |                                              |                                              |                                              |                                              |                                       |                                       |                                                   |                                                   |                                                   |                                                   |                                                   |                                                   |  |  |  |  |  |  |  |  |  |  |  |  |  |  |  |  |  |  |  |  |  |  |  |  |  |  |  |  |
|                                             |                                             |                                             |                                             |                                             |                                             |  |  |  |  |                                           |                                           |                                               |                                               |                                               |                                               |                                               |                                               |                                           |                                           |                                           |                                           |                                                          |                                                          |                                                          |                                                          |                                                          |                                                          |                                       |                                       |                                       |                                       |                                          |                                          |                                                           |                                                           |                                                           |                                                           |                                                           |                                                           |                                          |                                          |                                          |                                          |                                                |                                                |                                                |                                                |                                                |                                                |                                                                      |                                                                      |                                                                      |                                                                      |                                                                      |                                                                      |                                                                 |                                                                 |                                                 |                                                 |                                                 |                                                 |                                                 |                                                 |                                              |                                              |                                              |                                              |                                       |                                       |                                                   |                                                   |                                                   |                                                   |                                                   |                                                   |  |  |  |  |  |  |  |  |  |  |  |  |  |  |  |  |  |  |  |  |  |  |  |  |  |  |  |  |
|                                             |                                             |                                             |                                             |                                             |                                             |  |  |  |  |                                           |                                           |                                               |                                               |                                               |                                               |                                               |                                               |                                           |                                           | Princesa Alice de Battenberg (1885--)     | Princesa Alice de Battenberg (1885--)     | Princesa Alice de Battenberg (1885--)                    | Princesa Alice de Battenberg (1885--)                    | Princesa Alice de Battenberg (1885--)                    | Princesa Alice de Battenberg (1885--)                    | Princesa Luísa de Battenberg (1889--)                    | Princesa Luísa de Battenberg (1889--)                    | Princesa Luísa de Battenberg (1889--) | Princesa Luísa de Battenberg (1889--) | Princesa Luísa de Battenberg (1889--) | Princesa Luísa de Battenberg (1889--) | Príncipe Jorge de Battenberg (1892--)    | Príncipe Jorge de Battenberg (1892--)    | Príncipe Jorge de Battenberg (1892--)                     | Príncipe Jorge de Battenberg (1892--)                     | Príncipe Jorge de Battenberg (1892--)                     | Príncipe Jorge de Battenberg (1892--)                     |                                                           |                                                           |                                          |                                          |                                          |                                          |                                                |                                                |                                                |                                                |                                                |                                                |                                                                      |                                                                      |                                                                      |                                                                      |                                                                      |                                                                      |                                                                 |                                                                 |                                                 |                                                 |                                                 |                                                 |                                                 |                                                 |                                              |                                              |                                              |                                              |                                       |                                       |                                                   |                                                   |                                                   |                                                   |                                                   |                                                   |  |  |  |  |  |  |  |  |  |  |  |  |  |  |  |  |  |  |  |  |  |  |  |  |  |  |  |  |